# 4chan

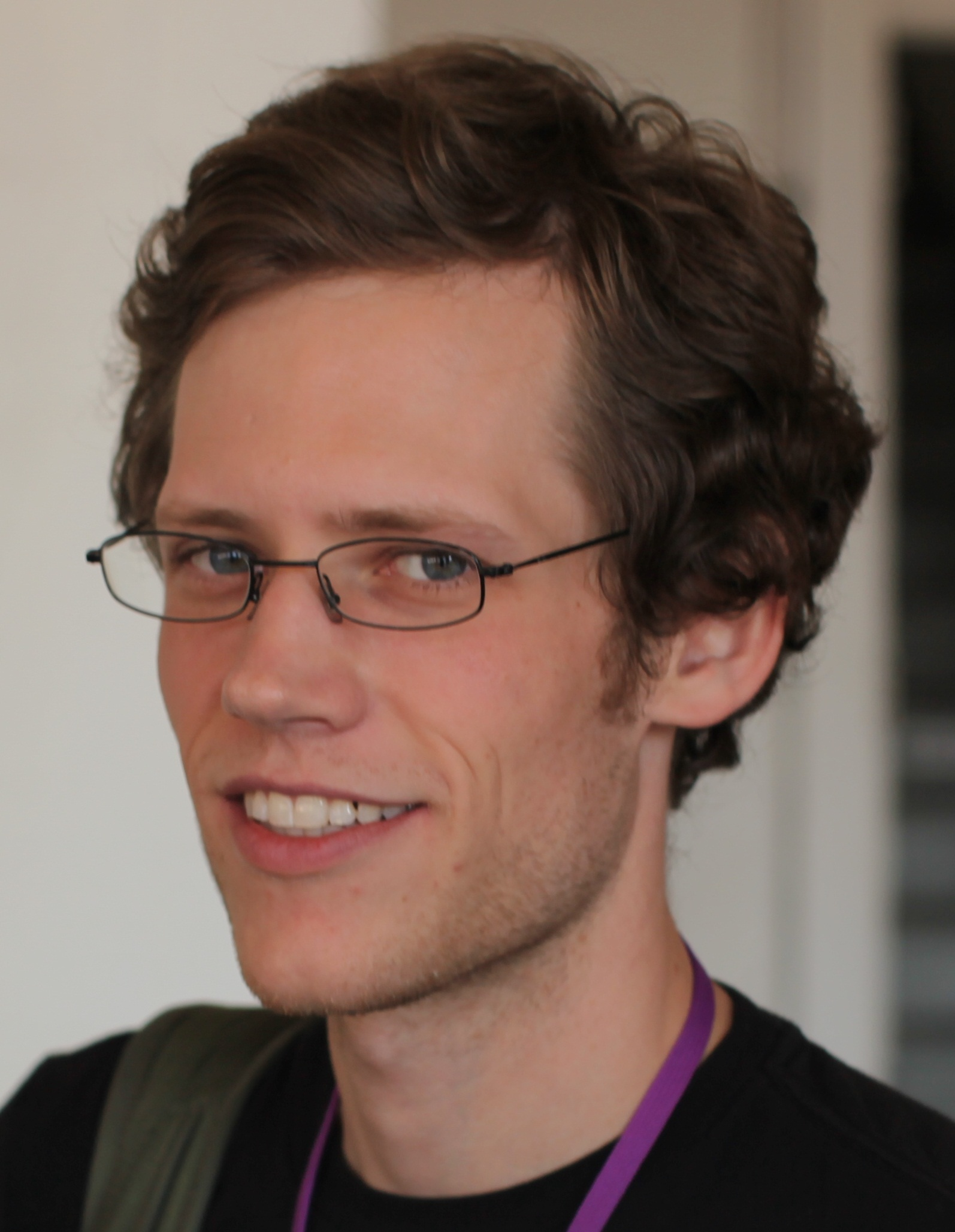
Christopher Poole, fondatorul 4chan, în 2012

4chan este un forum web anglofon și anonim, de tip imageboard, lansat pe 1 octombrie 2003 după modelul site-urilor japoneze 2channel și Futaba Channel.
Deși inițial tematica site-ului era orientată doar spre manga și anime, treptat aceasta s-a diversificat.
4chan este considerat un element de un impact major asupra subculturii și activismului pe Internet. Utilizatorii 4chan sunt cei care au format sau popularizat Internet meme-uri ca lolcat, Rickrolling, "Chocolate Rain", Pedobear și altele.
Site-ul este despărțit în mai multe subcategorii de forum, axate pe diverse subiecte. Pagina "Random" a site-ului, cunoscută și ca "/b/", a fost primul forum de pe site și este cea care are cel mai mare trafic.